# Bandung
Bandung er en indonesisk by og hovedstad i provinsen Vestjava. Byen ligger 768 meter over havets overflade. Der bor omkring 2,1 mio. mennesker i Bandung.
I 1955 blev Bandung-konferencen mellem en række neutrale lande afholdt i byen til stor irritation for bl.a. USA's udenrigsminister John Foster Dulles.